# Cudgen
Cudgen är en del av en befolkad plats i Australien. Den ligger i kommunen Tweed och delstaten New South Wales, i den sydöstra delen av landet, omkring 660 kilometer norr om delstatshuvudstaden Sydney. Antalet invånare är 537.
Trakten är tätbefolkad. Närmaste större samhälle är Tweed Heads, omkring 10 kilometer norr om Cudgen. Genomsnittlig årsnederbörd är 1 876 millimeter. Den regnigaste månaden är januari, med i genomsnitt 327 mm nederbörd, och den torraste är oktober, med 40 mm nederbörd.